# Nipponoagoliinus yasutakai
Nipponoagoliinus yasutakai är en skalbaggsart som beskrevs av Teruo Ochi och Kawahara 2001. Nipponoagoliinus yasutakai ingår i släktet Nipponoagoliinus och familjen Aphodiidae. Inga underarter finns listade i Catalogue of Life.